# الغواصة الألمانية يو-1192
غواصة يو-1192 غواصة يو بوت ألمانية من  بنيت لسلاح بحرية ألمانيا النازية كريغسمارينه، في أحواض شيتشاو-فيرك خلال الحرب العالمية الثانية.